# Уравнение Акуны — Ромо

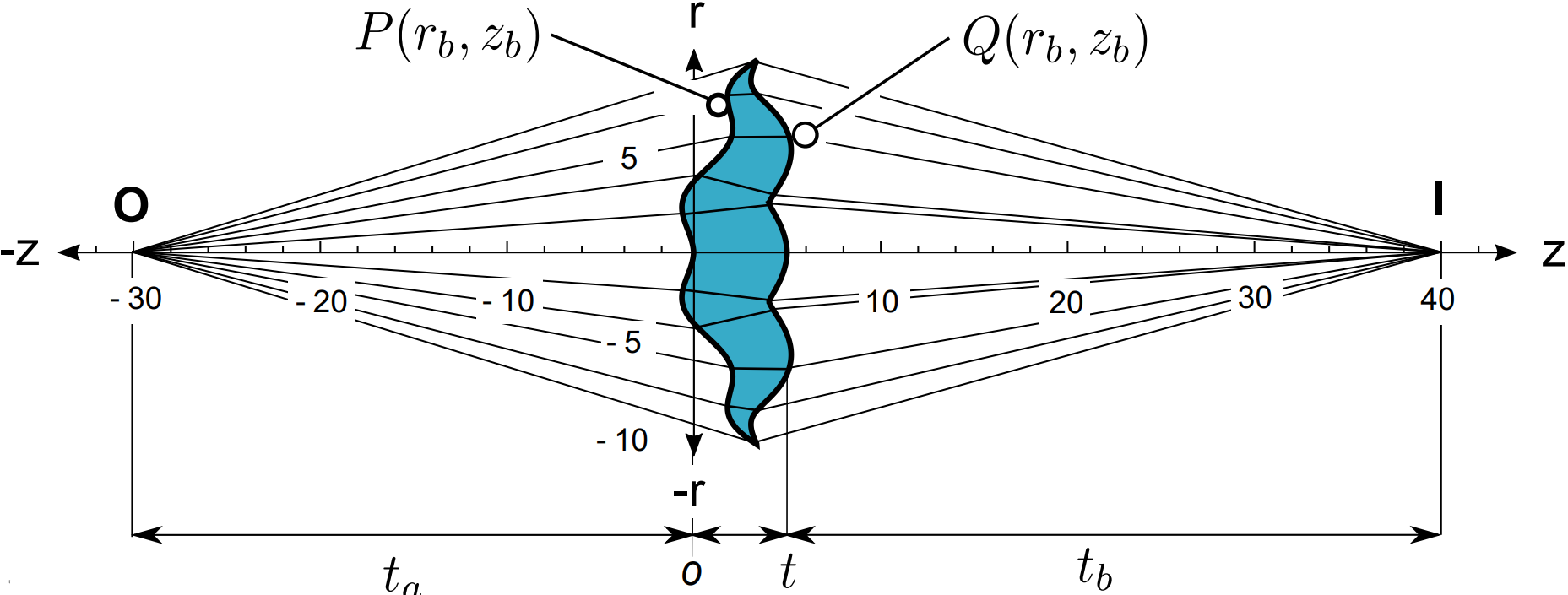
Уравнение Акуны — Ромо позволяет предсказать форму, которую необходимо придать второй поверхности линзы, чтобы получить четкое изображение даже при очень сложной первой поверхности.

В геометрической оптике и оптической технике уравнение Акуны — Ромо описывает решение задачи о конструкции линзы без сферической аберрации. Уравнение устанавливает такую форму второй поверхность, чтобы сферическая аберрация, создаваемая первой преломляющей поверхностью линзы полностью корректировалась для точечного объекта, расположенного на оптической оси.

## Происхождение сферического объектива без аберраций
Некоторые из наиболее важных событий для концепции линзы без сферической аберрации:
- Диокл в своей работе «Зеркала Усторио» сразу после описания того, что параболическое зеркало может фокусировать лучи, которые распространяются в направлении его оси в одну точку, упоминает, что можно получить линзу с тем же свойством[2].
- Ибн Заль изучает оптические свойства зеркал и изогнутых линз. Его считают первооткрывателем закона преломления (закон Снеллиуса)[3].
- Рене Декарт изучает декартовы овалы и их применение в оптике.
- Христиан Гюйгенс предлагает устранить сферическую аберрацию с помощью набора сферических линз. Также в предисловии к работе «Traité de la lumière» упоминается, что Исаак Ньютон и Готфрид Вильгельм Лейбниц решили эту проблему[4][5].
- Леви-Чивита обрисовывает в общих чертах численное решение формы корректирующих преломляющих поверхностей[6].
- Г. Д. Вассерман и Э. Вольф предлагают апланатическую линзу, поверхность которой описывается интегралом, который они решают численными методами[7].
- Даниэль Малакара Эрнандес представляет примерную конструкцию линзы без аберраций с двумя асферическими поверхностями[8].
- Psang Dain Lin и Chung-Yu Tsai получают конструкцию линзы без аберраций из численного решения системы нелинейных уравнений[9].
- Хуан Камило Валенсия Эстрада показывает аналитическое решение проблемы для некоторых частных случаев[10].
- Рафаэль Г. Гонсалес-Акуна и Гектор А. Чапарро-Ромо представляют общее уравнение замкнутой формы для расчёта поверхности линзы без сферических аберраций[11][12][13][14][15][16][17].